# 群英会 (俱乐部)
群英会（英語：Canton Club），又称广州俱乐部，是创办于1868年的一所绅士俱乐部，位于广州英租界，既是英国商会，也是英国人社交及娱乐的场所。

## 历史
原址位于今沙面大街60号，现为广东外事俱乐部，由广东省外事办公室管理使用。
群英会另辖三个娱乐场所，包括剧场、球场、游泳场。如今，球场和游泳池由沙面体育俱乐部管理；剧场位于沙面北街75、77号，与群英会会所构成一整体，保留至1990年代，后作为危房被拆除，重建成广东省外办沙面外事业务综合用房。